# Flugunfall einer Tupolew Tu-154 der Egyptair bei Kairo 1974
Der Flugunfall einer Tupolew Tu-154 der Egyptair bei Kairo 1974 ereignete sich auf einem Trainingsflug der Egyptair am 10. Juli 1974. Kurz nach dem Start vom Flughafen Kairo-International geriet die auf diesem Flug eingesetzte Maschine des Typs Tupolew Tu-154 außer Kontrolle und stürzte zu Boden, wobei die sechs an Bord befindlichen Insassen starben.

## Maschine
Bei der betroffenen Maschine handelte es sich um eine 1973 gebaute Tupolew Tu-154, welche die Werknummer 73A048 und die Modellseriennummer 0048 trug. Die Maschine war im staatlichen Flugzeugwerk Nr. 18 in Kuibyschew gebaut worden. Die Maschine wurde am 1. Dezember 1973 an die Egyptair ausgeliefert und von dieser mit dem Luftfahrzeugkennzeichen SU-AXB und dem Taufnamen Nefertiti in Betrieb genommen. Das dreistrahlige Mittelstrecken-Schmalrumpfflugzeug war mit drei Strahltriebwerken des Typs Kusnezow NK-8-2U ausgestattet.

## Insassen
Da es sich um einen Trainingsflug handelte, befand sich lediglich eine sechsköpfige Flugbesatzung ab Bord.

## Unfallhergang
Mit der Maschine wurde an diesem Tag ein Trainingsflug um den Flughafen Kairo-International durchgeführt. Der Flug dauerte bereits drei Stunden und 14 Minuten, als die Maschine gegen 17:30 Uhr die Landebahn 23 in niedriger Höhe überfliegen und dann durchstarten sollte. Während dieses Manövers verlor der die Maschine steuernde Pilot die Kontrolle über die Tupolew, die dann kurz hinter der Landebahn zu Boden stürzte und in Flammen aufging. Alle sechs Insassen starben dabei.

## Ursache
Die Unfalluntersuchung ergab, dass sich der Nickwinkel während des Überfliegens der Landebahn 23 stetig vergrößert hatte, bis es zum Strömungsabriss gekommen war. Aufgrund der geringen Flughöhe sei es nicht möglich gewesen, die Maschine aus diesem abzufangen. Es wurde vermutet, dass der Schwerpunkt der Maschine vor dem Start falsch kalkuliert worden war oder dass sich während des Flugmanövers die Ladung nach hinten verschoben hatte.